# Discocyrtus semipartitus
Discocyrtus semipartitus is een hooiwagen uit de familie Gonyleptidae.